# Secretário permanente da Academia Sueca

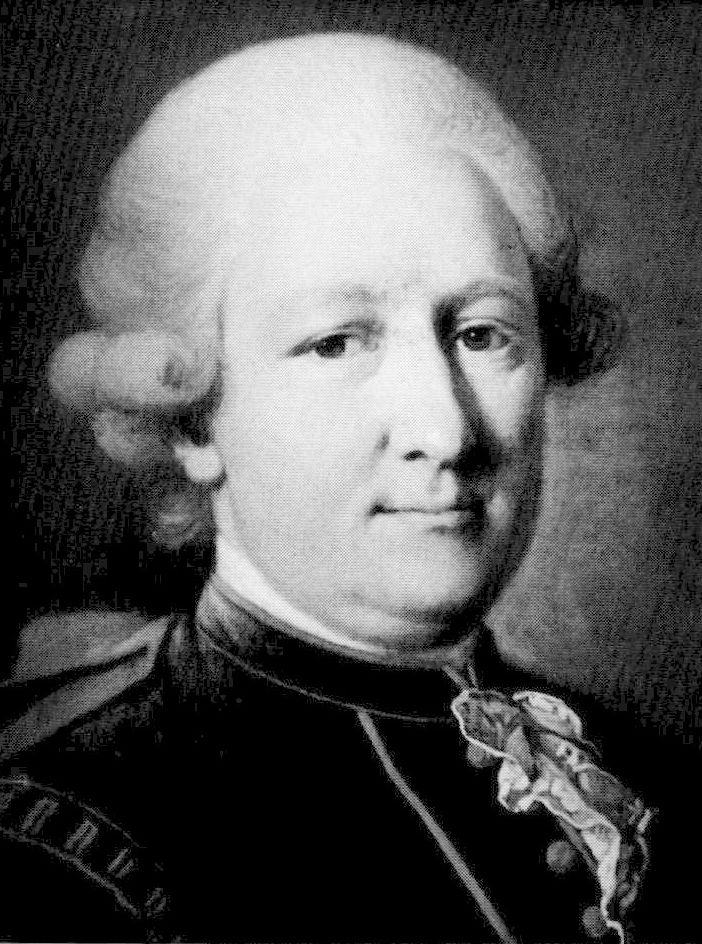
Nils von Rosenstein, o primeiro secretário permanente da Academia Sueca
Pintura de Per Krafft O Velho.

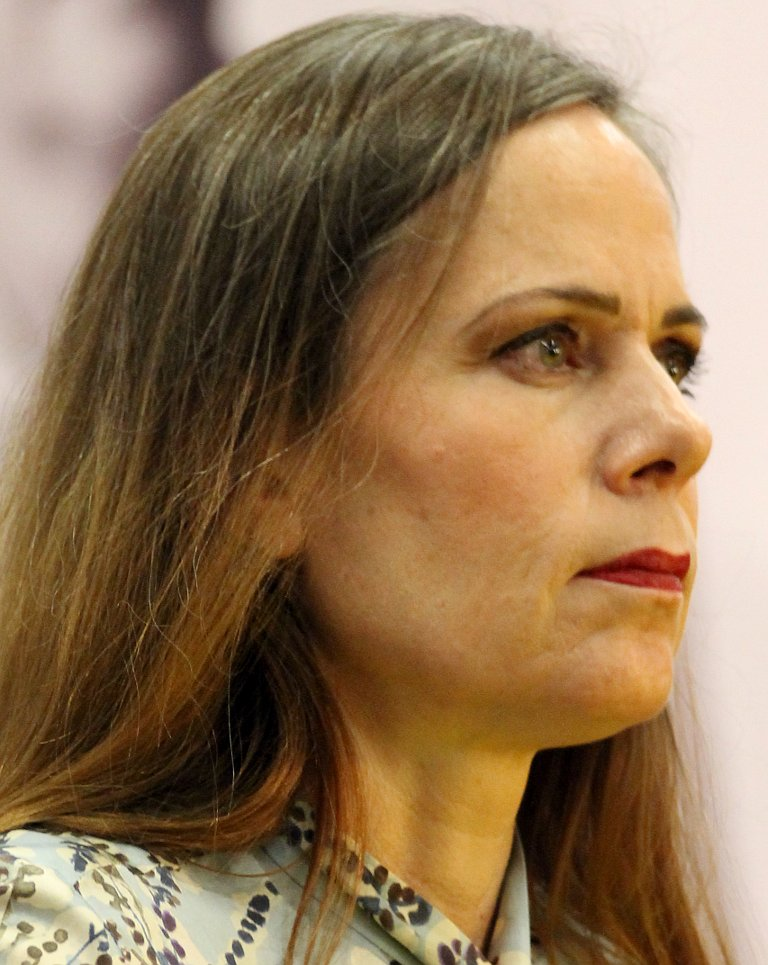
Sara Danius, secretária permanente desde 2015.

Gustavo III criou o cargo de secretário permanente (em sueco: ständige sekreterare) da Academia Sueca (em sueco: Svenska Akademien) e determinou que esta posição seria perpétua.
No séc. XX, foi adotada a regra de que o secretário permanente deveria abandonar essa função no ano em que fizesse 70 anos.

O secretário permanente é o representante dos 18 membros da academia - não o seu chefe, tendo como missão executar as decisões desse grupo, e sendo responsável pela gestão do pessoal e das instalações, além da direção do Dicionário da Academia Sueca.
Nils von Rosenstein, o primeiro secretário permanente, esteve no cargo 38 anos (1786-1824).

Sara Danius é a atual secretária permanente, desde 2015, ano em que sucedeu a Peter Englund (2009-2015).
| Nome                            | Período   | Cadeira |
| ------------------------------- | --------- | ------- |
| Nils von Rosenstein             | 1786-1824 | 11      |
| Frans Michael Franzén           | 1824-34   | 13      |
| Bernhard von Beskow             | 1834-68   | 12      |
| Ludvig Manderström              | 1869-72   | 15      |
| Carl Gustaf Strandberg          | 1872-74   | 12      |
| Henning Hamilton                | 1874-81   | 9       |
| Bror Emil Hildebrand            | 1881-83   | 11      |
| Carl David af Wirsén            | 1884-1912 | 8       |
| Erik Axel Karlfeldt             | 1913-31   | 11      |
| Per Hallström                   | 1931-41   | 14      |
| Anders Österling                | 1941-64   | 13      |
| Karl Ragnar Gierow              | 1964-77   | 7       |
| Lars Gyllensten                 | 1977-86   | 14      |
| Sture Allén                     | 1986-99   | 3       |
| Horace Engdahl                  | 1999-2009 | 17      |
| Peter Englund                   | 2009-2015 | 10      |
| Sara Danius                     | 2015-2018 | 7       |
| Anders Olsson (temporariamente) | 2018-2019 | 4       |
| Mats Malm                       | 2019-     | 4       |